# Série Pygmalion et l'image
Pygmalion et l'image est la seconde série de peintures à l'huile de la série Pygmalion et Galatée  de l'artiste Pre-Raphaelite Edward Burne-Jones qui l'a réalisé entre 1875 et 1878, D'après le mythe de Pygmalion, qui, ayant réalisé une sculpture si belle qu'il en était tombé amoureux, pria Vénus  de lui donner vie, ce qu'elle fit.

## Galerie
Pygmalion (première série)

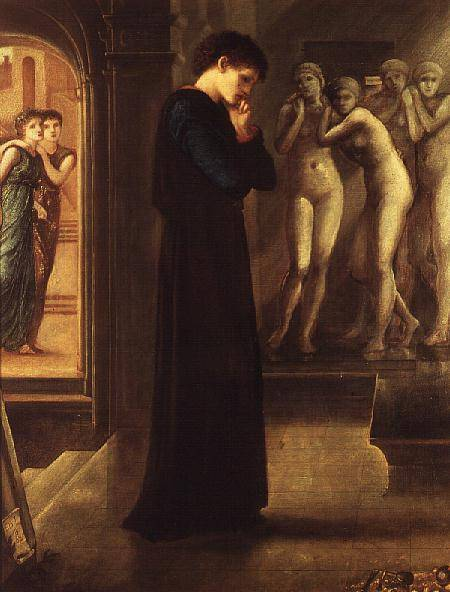
The Heart Desires, 1868–70.
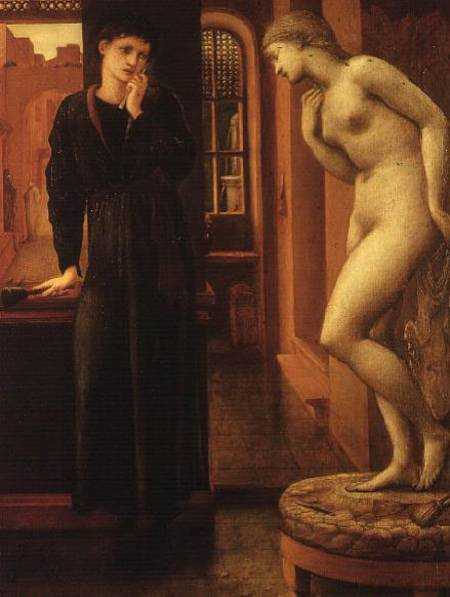
The Hand Refrains, 1868–1870.
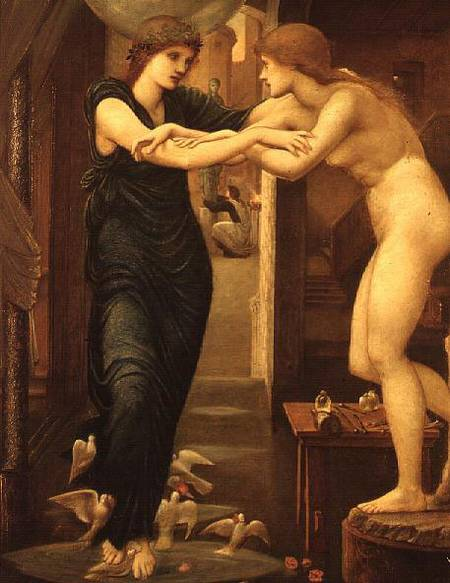
The Godhead Fires, 1868–70.
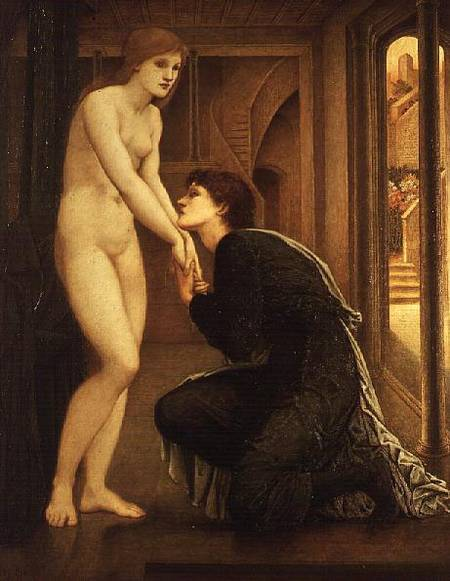
The Soul Attains, 1868–70.

Pygmalion et l'image (seconde série)

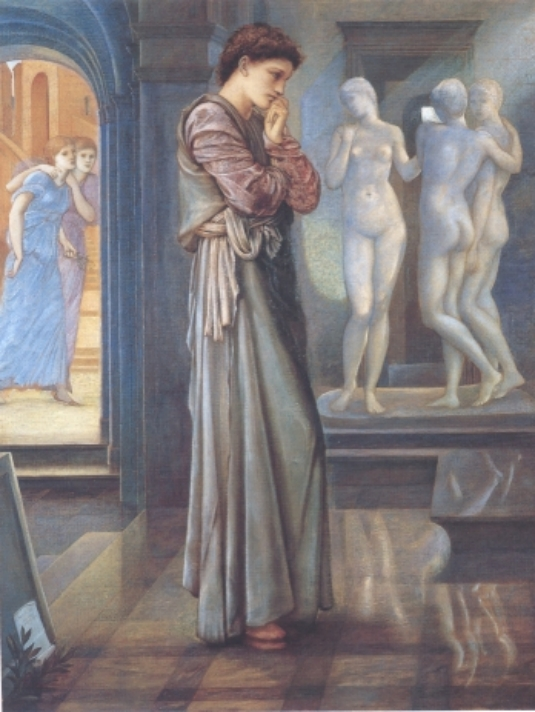
The Heart Desires, 1878.
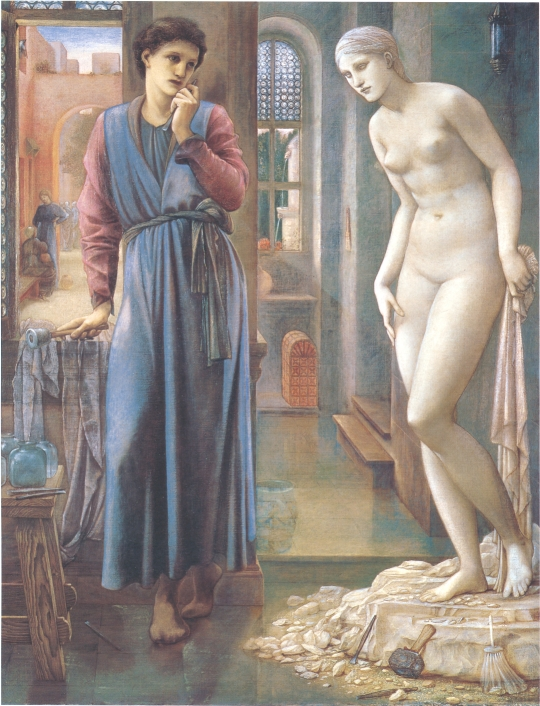
The Hand Refrains, 1878.
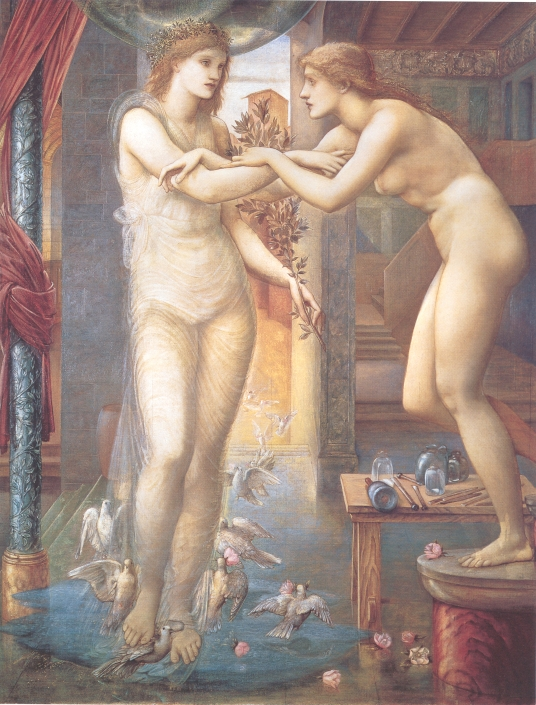
The Godhead Fires, 1878.
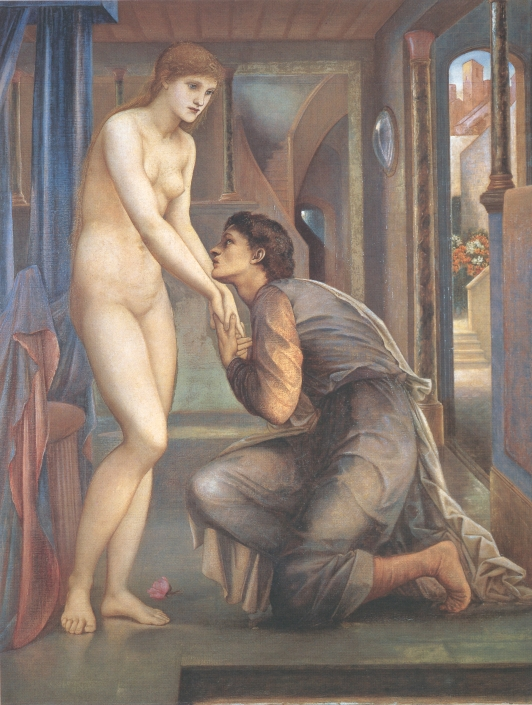
The Soul Attains, 1878.